# Norops salvini
Norops salvini este o specie de șopârle din genul Norops, familia Polychrotidae, descrisă de Boulenger 1885. Conform Catalogue of Life specia Norops salvini nu are subspecii cunoscute.